# Marie-Claire Uberquoi
Marie-Claire Uberquoi és una periodista i crítica d'art nascuda a França.

## Biografia
Es va llicenciar en filologia i literatura espanyola i iberoamericana per la Universitat de Nancy. Posteriorment va realitzar una «Maîtrise» sobre art espanyol dirigida per Paul Guinard, a La Sorbonne (París IV). Entre el 1976 i el 1979 va exercir les funcions de directora artística del Museu d'Art Contemporani d'Eivissa.
Com a periodista, ha treballat per a diversos diaris i mitjans de comunicació, entre els quals destaquen els seus articles a la secció de cultura del diari El Mundo, Descubrir el arte i El Cultural. També ha col·laborat amb el Diari Avui, Diario 16, Diari de Barcelona i Art Press, entre d'altres, i a les editorials Labor i Planeta-Larousse.
Entre 2004 i 2008 fou la directora d'Es Baluard, Museu d'Art Modern i Contemporani de Palma.

## Exposicions
Llista no completa d'exposicions on Uberquoi ha col·laborat i/o comissariat:
- 1985 - Toulouse-Lautrec (Fundació Caixa Barcelona)
- 1985 - Art contre/ Against Apartheid (Palau Robert)
- 1987 - Cent anys amb Sherlock Holmes (col·laboració, documentació gràfica i selecció de textos)[7]
- 1993 - Folon (Fundació Caixa Catalunya, La Pedrera)
- 2005 - Bechtold 80: inici i obra recent (Es Baluard) amb Erwin Bechtold[8]
- 2006 - Jaume Plensa: Jerusalem (Es Baluard)[9]
- 2006 - La paraula pintada (Es Baluard)[10]
- 2008 - Light Messages (Es Baluard)[11]

## Obres
Llista no completa d'obres publicades:
- 2004 - El arte a la deriva? Mondadori, Barcelona.[12]
- 2005 - Renoir Biblioteca El mundo: Volum 10 de Los Grandes genios del arte amb Alexander Auf der Heyde i Margherita d'Ayala Valva[13]